# حلقه‌های بنیادی

یک مثال از حلقه بنیادی در آران‌ای

ساختار حلقه-ساقه‌ای (به انگلیسی: Stem-loop) الگویی است که می‌تواند در دی‌ان‌ای تک رشته‌ای و البته بیشتر در آران‌ای رخ دهد. این ساختار به عنوان سنجاق سر (hairpin) یا حلقه سنجاق سری (hairpin-loop) نیز شناخته می‌شود. ساختار ذکرشده زمانی به وجود می‌آید که دو ناحیه از یک رشته، که معمولاً وقتی آنها را در دنباله نوکلئوتیدی از دو جهت مخالف می‌خوانیم مکمل یکدیگر هستند، به شکل یک فنر دوتایی جفت شوند (ساقه)، به طوری که در انتهایشان یک حلقه جفت نشده دیده شود. این الگوها عموماً بخش کلیدی برای بسیاری از ساختار دوم آران‌ای هستند.

## شکل ساختار و استحکام
شکل یک ساختار حلقه-ساقه‌ای به استحکام آن بر اساس ناحیه مارپیچ (ساقه) و حلقه انتهایی آن وابسته است. اولین پیش نیاز برای این ساختار وجود دنباله‌ای است که بتواند روی خود تا بخورد و فرم یک مارپیچ دوتایی جفت شده را به وجود آورد. استحکام این مارپیچ به کمک طول آن، تعداد بازهای جفت نشده موجود (که تعداد کمی از آنها به خصوص در ساقه‌های بلند قابل قبول هستند) و نوع بازهای موجود در ناحیه جفت شده مشخص می‌گردد. جفت گوانین و سیتوزین سه پیوند هیدروژنی ایجاد می‌کند و بسیار محکم تر از جفت آدنین و اوراسیل با دو پیوند هیدروژنی است. در اسید ریبونوکلئیک (RNA) جفت گوانین و اوراسیل با دو پیوند هیدروژنی نیز مرسوم و مطلوب است.
استحکام حلقه انتهایی نیز در فرم حلقه بنیادی مؤثر است. «حلقه» با تعداد حداقل سه یا چهار باز می‌تواند تشکیل شود و این حلقه‌های کوتاه پایداری زیادی دارند. حلقه‌های بزرگ که ساختار خاصی ندارند (مانند شبه گره‌ها) نیز پایداری کمتری دارند. یک حلقه بهینه از ۴ الی ۸ باز تشکیل شده است. حلقه‌های با نام حلقه تترا (tetraloop) شناخته می‌شود که با توجه به اثر متقابل بازهای موجود خود به‌طور خاص پایدار است.

## محتوای ساختاری
ساختار حلقه-ساقه در mRNA و به خصوص در tRNA، که شامل سه حلقه بنیادی و یک دنباله است و فرم برگ شبدری دارد، رخ می‌دهد. یک آنتی کدون که کدون‌ها (codon) را در طول فرایند ترجمه تشخیص می‌دهد در یکی از حلقه‌های جفت نشده tRNA وجود دارد. در شبه گره موجود در آر ان ای دو حلقه-ساقه وجود دارد که حلقه یکی از آنها بخشی از دیگری را تشکیل می‌دهد.
بسیاری از ریبوزوم‌ها از ساختارهای حلقه-ساقه‌ای تشکیل شده‌اند. ریبوزوم سرچکشی (hammerhead ribozyme) نیز از سه حلقه-ساقه تشکیل شده است که در یک حلقه مرکزی جفت نشده به یکدیگر متصل می‌شوند.
ساختار حلقه-ساقه‌ای در mRNA در سایت اتصال ریبوزوم (ribosome binding site) رخ می‌دهد و آغاز ترجمه (translation)را کنترل می‌کند.

## مثال
---CCTGCXXXXXXXGCAGG---
که می‌تواند شکل زیر را به خود بگیرد:
```
---C G---
 C G
 T A
 G C
 C G
 X X
 X X
 X X
 X
```

مثال طولانی‌تر دیگری که می‌تواند فرم حلقه-ساقه‌ای را به خود بگیرد در زیر آمده است: